# Luca Sbisa
Luca Sbisa, född 30 januari 1990 i Ozieri, Sardinien, är en italiensk-schweizisk professionell ishockeyspelare som spelar som back för Winnipeg Jets i NHL.
Han har tidigare spelat på NHL-nivå för New York Islanders, Vegas Golden Knights, Vancouver Canucks, Philadelphia Flyers och Anaheim Ducks och på lägre nivåer för Philadelphia Phantoms, Syracuse Crunch och Norfolk Admirals i AHL, EV Zug och HC Lugano i NLA och Lethbridge Hurricanes och Portland Winterhawks i WHL.
Sbisa valdes som 19:e spelare totalt av Philadelphia Flyers i NHL-draften 2008.
Han debuterade i NHL för Philadelphia Flyers säsongen 2008–09. 26 juni 2009 bytte Flyers bort Sbisa till Anaheim Ducks. Sitt första NHL-mål gjorde han säsongen 2010–11.
Den 27 juni 2014 valde Ducks att skicka iväg Sbisa och Nick Bonino till Vancouver Canucks i utbyte mot Ryan Kesler.
21 juni 2017 valdes Sbisa av Vegas Golden Knights i expansionsdraften.
Sbisa skrev på ett PTO-kontrakt (Professional Try Out) med New York Islanders den 10 september 2018.

## Statistik

### Klubbkarriär
| 2006–07    | EV Zug                | NL-A       | 7   | 0  | 0  | 0   | 0   | 1  | 0 | 0  | 0  | 0  |
| 2007–08    | Lethbridge Hurricanes | WHL        | 62  | 6  | 27 | 33  | 63  | 19 | 3 | 12 | 15 | 17 |
| 2008–09    | Philadelphia Flyers   | NHL        | 39  | 0  | 7  | 7   | 36  | 1  | 0 | 0  | 0  | 2  |
|            | Lethbridge Hurricanes | WHL        | 18  | 4  | 11 | 15  | 19  | 11 | 2 | 1  | 3  | 12 |
|            | Philadelphia Phantoms | AHL        | 2   | 1  | 1  | 2   | 2   | —  | — | —  | —  | —  |
| 2009–10    | Anaheim Ducks         | NHL        | 8   | 0  | 0  | 0   | 6   | —  | — | —  | —  | —  |
|            | Lethbridge Hurricanes | WHL        | 17  | 1  | 12 | 13  | 18  | —  | — | —  | —  | —  |
|            | Portland Winterhawks  | WHL        | 12  | 3  | 2  | 5   | 11  | 13 | 2 | 2  | 4  | 26 |
| 2010–11    | Anaheim Ducks         | NHL        | 68  | 2  | 9  | 11  | 43  | 6  | 0 | 1  | 1  | 8  |
|            | Syracuse Crunch       | AHL        | 8   | 2  | 7  | 9   | 4   | —  | — | —  | —  | —  |
| 2011–12    | Anaheim Ducks         | NHL        | 80  | 5  | 19 | 24  | 66  | —  | — | —  | —  | —  |
| 2012–13    | HC Lugano             | NLA        | 28  | 5  | 6  | 11  | 12  | —  | — | —  | —  | —  |
|            | Anaheim Ducks         | NHL        | 41  | 1  | 7  | 8   | 23  | 5  | 0 | 0  | 0  | 4  |
| 2013–14    | Norfolk Admirals      | AHL        | 4   | 0  | 2  | 2   | 0   | —  | — | —  | —  | —  |
|            | Anaheim Ducks         | NHL        | 30  | 1  | 5  | 6   | 43  | 2  | 0 | 1  | 1  | 5  |
| 2014–15    | Vancouver Canucks     | NHL        | 76  | 3  | 8  | 11  | 46  | 6  | 1 | 1  | 2  | 7  |
| 2015–16    | Vancouver Canucks     | NHL        | 41  | 2  | 6  | 8   | 26  | —  | — | —  | —  | —  |
| 2016–17    | Vancouver Canucks     | NHL        | 82  | 2  | 11 | 13  | 40  | —  | — | —  | —  | —  |
| 2017–18    | Vegas Golden Knights  | NHL        | 30  | 2  | 12 | 14  | 15  | 12 | 0 | 4  | 4  | 8  |
| 2018–19    | New York Islanders    | NHL        | —   | —  | —  | —   | —   | —  | — | —  | —  | —  |
| NHL totalt | NHL totalt            | NHL totalt | 495 | 18 | 84 | 102 | 344 | 32 | 1 | 7  | 8  | 34 |
| AHL totalt | AHL totalt            | AHL totalt | 14  | 3  | 10 | 13  | 6   | —  | — | —  | —  | —  |
| NLA totalt | NLA totalt            | NLA totalt | 37  | 5  | 7  | 12  | 14  | —  | — | —  | —  | —  |